# Каратель: Взвод
«Каратель: Взвод» (англ. «Punisher: The Platoon») — обмежена серія коміксів 2017 року, що публікувалась американським видавництвом Marvel Comics під маркою MAX, у центрі якої — персонаж Френк Касл, також відомий як Каратель, під час його першої поїздки до В'єтнаму в молоді роки. Серія коміксів написана Ґартом Еннісом та намальована Ґораном Парловом.

## Історія публікації
Перший випуск серії вийшов у трьох варіантах: з обкладинкою Андре Бразе, з обкладинкою Марко Чеккетто. Другий випуск отримав варіанти обкладинки від Скотта Гепберна та Яна Геррінґа.

## Сюжет
Комікс розповідає про Френка Касла в молодості під час його першого відрядження до В'єтнаму, з обрамленням розповіді про американських солдатів у взводі Касла та генерала, який бере інтерв'ю в сучасності. Під час екскурсії Касл викликає неприязнь у молодої в'єтконгівської дівчини, яка вирішує йому помститися і майже досягає успіху.

## Виробництво
Серія є приквелом до попередньої серії Енніса «Народжений».

## Огляди
Серія має середню оцінку 8,4 бала від шістнадцяти професійних критиків за версією сайту Comic Book Roundup.

## Видання

### Випуски
| # | Назва                             | Дата обкладинки | Рейтинг Comic Book Roundup | Продажі (перший місяць) |
| - | --------------------------------- | --------------- | -------------------------- | ----------------------- |
| 1 | Crack the Sky and Shake the Earth | Грудень 2017    | 7.8                        | 32,837                  |
| 2 | Ma Deuce                          | Грудень 2017    | 8.5                        | 25,587                  |
| 3 | The Black Rifles                  | Січень 2018     | 8.0                        | 21,441                  |
| 4 | Absolute Consequences             | Лютий 2018      | 9.0                        | 21,103                  |
| 5 | Deadfall                          |                 | 7.8                        | 20,480                  |
| 6 | Happy Childhoods                  |                 | 9.5                        | 20,378                  |

### Колекційні видання
| Назва                 | Формат | Випуски                    | К-кість сторінок | Дата публікації | ISBN                   |
| --------------------- | ------ | -------------------------- | ---------------- | --------------- | ---------------------- |
| Punisher: The Platoon | TPB    | Punisher: The Platoon #1-6 | 136              | 18 квітня 2018  | ISBN 978-0-7851-9018-9 |